# Matheus Nogueira
Matheus Vinícius Matos Nogueira, mais conhecido como Matheus Nogueira (Jaciara, 20 de setembro de 1997), é um futebolista brasileiro que atua como goleiro. Atualmente joga pelo Paysandu, com um contrato de 3 anos (2028)

## Clubes

### Grêmio
Começou a carreira nas categorias de base do Grêmio, após ser descoberto na cidade de Jaciara. Foi promovido ao elenco profissional do clube em 2016 e, no mesmo ano, foi relacionado pelo treinador Roger Machado ao elenco que disputaria o Campeonato Gaúcho e a Copa Libertadores da América. Matheus permaneceu pouco mais de um ano no elenco profissional do time gaúcho.

### Goiânia e Operário CEOV
Em 2017, Matheus foi contratado pelo Goiânia, para a disputa da Divisão de Acesso do Campeonato Goiano de Futebol. Na ocasião, a equipe avançou até a semifinal da competição.  No entanto, Matheus nunca jogou pela equipe do estado de Goiás.
Já no início de 2018, Matheus assinou contrato com o Operário CEOV, da cidade de Várzea Grande, para a disputa do Campeonato Mato-Grossense daquele ano. Pelo clube Várzea-grandense, Matheus foi um dos indicados a premiação de "Melhor Goleiro" do Campeonato Mato-Grossense de Futebol de 2018. 

### Cuiabá
Após encerrar seu vínculo com o Operário CEOV, o atleta foi confirmado como novo reforço do Cuiabá. Fez a sua estreia no dia 4 de agosto de 2018, em uma partida contra o Tombense, válida pela Série C do Campeonato Brasileiro, onde a equipe mato-grossense venceu por 2 a 1. 
No primeiro semestre de 2019, conquistou seu primeiro título como jogador profissional, o Campeonato Mato-Grossense de Futebol.  Também defendeu o Cuiabá em jogos válidos pela Série B do Campeonato Brasileiro, Copa FMF e Copa Verde. 
Em 23 de outubro de 2019, durante a semifinal da Copa Verde, contra o Goiás, Matheus fez uma defesa considerada "milagrosa" em chute do atacante Michael durante a disputa de pênaltis, ajudando a levar o Cuiabá à final da competição.  Já na decisão da Copa Verde, o Cuiabá venceu o Paysandu, sendo esse o segundo título da carreira profissional do goleiro Matheus.

#### XV de Piracicaba
Em fevereiro de 2021, foi emprestado ao XV de Piracicaba, onde foi titular absoluto nos jogos disputados pelo Campeonato Paulista - Série A2, antes de retornar ao Cuiabá.

#### ABC
Em meados de dezembro de 2021, foi anunciado o acordo de empréstimo de Matheus para o ABC até o fim da temporada de 2022. Pela equipe natalense, conquistou os títulos do Campeonato Potiguar e Copa Cidade de Natal, além do acesso à Série B do Campeonato Brasileiro.
Graças ao seu desempenho na temporada, Matheus foi contratado em definitivo pela equipe Alvinegra após o fim da temporada.

### Portimonense
No início de 2023 Matheus foi anunciado pelo Portimonense, tendo um contrato válido até junho de 2026 com o clube de Portugal.

## Títulos
Cuiabá
- Campeonato Mato-Grossense (1): 2019
- Copa Verde (1): 2019

ABC
- Campeonato Potiguar (1): 2022
- Copa Cidade de Natal (1): 2022

Paysandu
- Campeonato Paraense (1): 2024
- Copa Verde (2): 2024, 2025[9]